# Фальватерра
Фальватерра (італ. Falvaterra) — муніципалітет в Італії, у регіоні Лаціо,  провінція Фрозіноне.
Фальватерра розташована на відстані близько 100 км на південний схід від Рима, 21 км на південний схід від Фрозіноне.
Населення — 551 особа (2014).

## Демографія
Населення за роками:

Станом на 1 січня 2023 року в муніципалітеті офіційно проживало 9 іноземців з 4 країн, серед них 4 громадяни країн Євросоюзу та 2 громадяни України.

## Сусідні муніципалітети
- Арче
- Кастро-дей-Вольші
- Чепрано
- Пастена
- Сан-Джованні-Інкарико